# Petrovka (Kastórnoie)
Petrovka (en rus: Петровка) és un poble de l'óblast de Kursk, a Rússia, que en el cens del 2010 tenia 57 habitants. Pertany al districte de Kastórnoie.